# Science On A Sphere
 Science On a Sphere (SOS) er et kugleformet projektionssystem udviklet af det amerikanske National Oceanic and Atmospheric Administration (NOAA). Projektoren kan fremvise video i høj opløsning på en hængende kugle i modsætning til en traditionel flad skærm. På den måde kan det bedre lade sig gøre at vise fænomener, der foregår på en kugleformet overflade. Det kan f.eks. være animationer af atmosfæriske storme, klimaforandringer og temperaturer i oceanerne. SOS-systemer er oftest anvendt på museer, universiteter, zoologiske haver og forskningsinstitutioner. De er blevet installeret mere end 130 forskellige steder i verden.
Danmarks eneste Science On A Sphere ligger i Visual Climate Center på Højbygaard Papirfabrik i Holeby, Lolland.

## Eksterne Henvisninger
- NOAA's beskrivelse af Science On A Sphere Arkiveret 29. april 2013 hos  Wayback Machine
- NASA's Beskrivelse af Science On A Sphere